# ギャラリー (柏原芳恵のアルバム)
『ギャラリー』（GALLERY）は、1983年12月16日にフィリップス・レコードより発売された柏原芳恵のベスト・アルバム。5枚目の「ガラスの夏」から、15枚目「タイニー・メモリー」までのシングル表題曲を収録したA面コレクション。

## 概要
「ガラスの夏」から「タイニー・メモリー」までのシングル曲の中で、「めらんこりい白書」を除いたA面曲を全て収録。カセット・テープは2本組で、未発表ライブ音源や柏原のインタビュー音源が収録されている。この音源は、アルバム『TINY MEMORY』のSHM-CD版『TINY MEMORY+5』にボーナス・トラックとして収録された。
「ちょっとなら媚薬」「夏模様」及び「タイニー・メモリー」のシングル・バージョンはアルバム初収録となる。B面3曲目の「あの場所から」のみ、シングル・バージョンではなく5枚目のアルバム『セブンティーン』収録のアルバム・バージョンになっている。
年末発売の商品だったため、特典として、切り離すとポストカードとしても使用出来る1984年1月から6月までのカレンダーが封入されていた。

## 収録曲

### LP

#### Side A
1. 春なのに
作詞・作曲：中島みゆき　編曲：服部克久、J.サレックス
  - 12枚目のシングルA面曲。
2. 花梨
作詞・作曲：谷村新司　編曲：青木望
  - 11枚目のシングルA面曲。
3. ちょっとなら媚薬
作詞：阿木耀子　作曲：宇崎竜童　編曲：萩田光雄
  - 13枚目のシングルA面曲。
4. 夏模様
作詞：微美杏里　作曲：松尾一彦　編曲：萩田光雄
  - 14枚目のシングルA面曲。
5. タイニー・メモリー
作詞・作曲：松山千春　編曲：石川鷹彦
  - 15枚目のシングルA面曲。

#### Side B
1. ハロー・グッバイ
作詞：喜多条忠　作曲：小泉まさみ　編曲：竜崎孝路
  - 7枚目のシングルA面曲。
2. 渚のシンデレラ
作詞・作曲：藤原いくろう　編曲：竜崎孝路
  - 9枚目のシングルA面曲。
3. あの場所から
作詞：山上路夫　作曲：筒美京平　編曲：大村雅朗
  - 10枚目のシングルA面曲。アルバム『セブンティーン』収録のアルバム・バージョン。
4. 恋人たちのキャフェテラス
作詞：三浦徳子　作曲：小泉まさみ　編曲：船山基紀
  - 8枚目のシングルA面曲。
5. ガラスの夏
作詞：松田侑利子　作曲：網倉一也　編曲：若草恵
  - 5枚目のシングルA面曲。

### CT

#### 1本目

##### Side 1
1. 春なのに
2. 花梨
3. ちょっとなら媚薬
4. 夏模様
5. タイニー・メモリー

##### Side 2
1. ハロー・グッバイ
2. 渚のシンデレラ
3. あの場所から
4. 恋人たちのキャフェテラス
5. ガラスの夏

#### 2本目

##### Side 1
1. オー・シャンゼリゼ（未発表ライブ音源）

##### Side 2
1. 芳恵のハラハラ・ドキドキ・インタビュー